# 南小川町
南小川町（みなみおがわちょう）は、愛知県名古屋市中区の地名。

## 歴史

### 町名の由来
小川町の南側に位置することによる。

### 沿革
- 1878年（明治11年）12月28日 - 宮出町東之切および東瓦町の一部により、名古屋区南小川町として成立[4]。
- 1889年（明治22年）10月1日 - 名古屋市成立に伴い、同市南小川町となる[4]。
- 1907年（明治40年）7月15日 - 一部が新栄町に編入される[5]。
- 1908年（明治41年）4月1日 - 中区成立に伴い、同区南小川町となる[4]。
- 1942年（昭和17年）3月15日 - 流川町の一部を編入する[4]。また、一部が流川町に編入される[4]。
- 1944年（昭和19年）2月11日 - 栄区成立に伴い、同区南小川町となる[4]。
- 1945年（昭和20年）11月3日 - 栄区廃止に伴い、中区南小川町となる[4]。
- 1976年（昭和51年）1月18日 - 一部が中区東桜二丁目に編入される[4]。
- 1977年（昭和52年）10月23日 - 全域が新栄一丁目に編入され、消滅[4]。